# Madre (arquetipo)

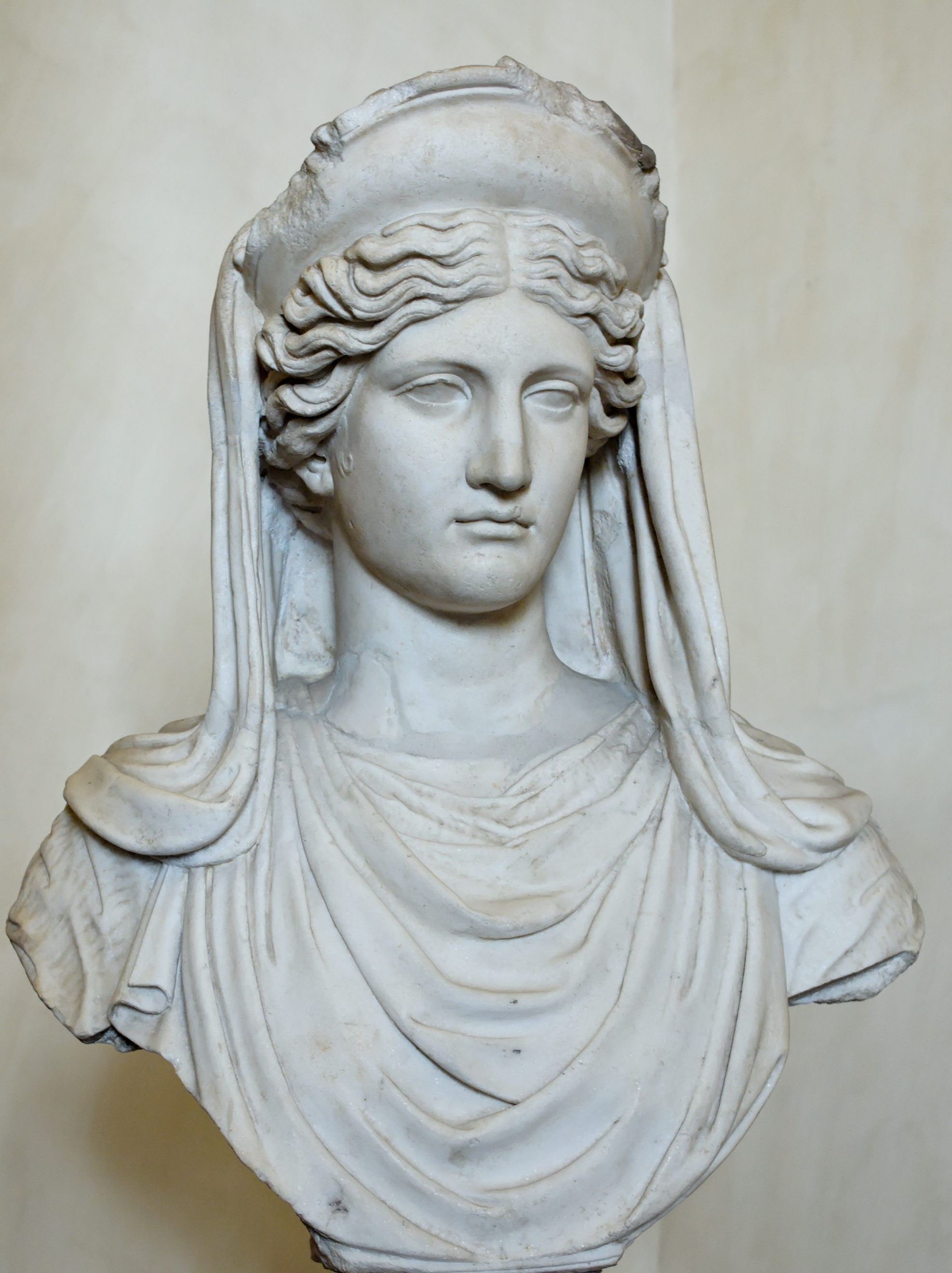
Demeter.

El arquetipo de la madre representaría uno de los arquetipos principales de lo inconsciente colectivo en la psicología analítica de C. G. Jung.
La imagen de una Gran Madre remite en su génesis a la historia de las religiones. Su manifestación simbólica se halla representada a través de una amplia variación «del tipo de una diosa madre». Dada su escasa y condicionada presencia como tal en la experiencia práctica, y tratándose de un abordaje psicológico, se hace necesario plantear la fuente de la que deriva todo simbolismo: el arquetipo.

## El arquetipo de la madre
Al igual que todo arquetipo, el de la madre «tiene una serie casi inabarcable de aspectos», siendo expresión típica «la madre y abuela personales; la madrastra y la suegra; cualquier mujer con la que se tiene relación, incluida el ama de cría o la niñera; la matriarca de la familia y la Mujer Blanca».
A un nivel más elevado estaría «la Diosa, sobre todo la Madre de Dios, la Virgen, Sofía; la meta del anhelo de salvación».
De un modo más amplio «la iglesia, la universidad, la ciudad, el país, el cielo, la tierra, el monte, el mar y las aguas estancadas; la materia, el inframundo y la luna».
Estrictamente, «como lugar de nacimiento y de procreación, los sembrados; el jardín, la roca, la cueva, el árbol, el manantial, el pozo, la pila bautismal, la flor como recipiente; como círculo mágico o como tipo de la cornucopia».
Más estricto aún, «el útero o cualquier concavidad, el ioni (‘vulva-vagina-útero’, en sánscrito); el horno, la olla».
En forma animal, «la vaca, la liebre, y en general el animal útil».
Como acontece en todo arquetipo, existe implícita una expresión favorable o nefasta, dándose cabida a su vez a lo ambivalente.

### Propiedades
Sus propiedades son

Lo «maternal»: por antonomasia, la mágica autoridad de lo femenino; la sabiduría y la altura espiritual más allá del intelecto; lo bondadoso, protector, sustentador, lo que da crecimiento, fertilidad y alimento; el lugar de la transformación mágica, del renacer; el instinto o impulso que ayuda; lo secreto, escondido, lo tenebroso, el abismo, el mundo de los muertos, lo que devora, seduce y envenena, lo angustioso e inevitable.
C. G. Jung. Los arquetipos y lo inconsciente colectivo (página 79)

La contradicción y ambivalencia resultantes pueden expresarse como Madre amante y Madre terrible:
- En el cristianismo medieval lo hallamos en María como Cruz de Cristo.
- En India estaría presente en la diosa Kali.
- En la doctrina sankjia aparece como las tres gunas de la prakriti (materia): bondad, pasión y oscuridad.

En la psicología masculina, el arquetipo de la madre y el ánima (o arquetipo de lo femenino) se hallan inicialmente entremezclados.

### Experiencia individual
La figura de la madre cambia y contiene una extraordinaria importancia al pasar de la psicología de los pueblos a la experiencia individual.
Será el psicoanálisis quien centre sus esfuerzos en un intento de abarcar exclusivamente a la madre personal. Mas, desde la psicología analítica, esta pasará a tener solo una importancia relativa. Y es que nó solo habría que tener en cuenta la interacción de una madre real sobre la psique infantil en desarrollo, sino también el arquetipo proyectado en la madre.
Los efectos de la madre remitirían por lo tanto a dos fuentes:
1. Rasgos de carácter u opiniones pertenecientes a la madre personal.
2. Proyecciones arquetípicas del hijo.

Todo ello se correspondería con el cambio de postulado efectuado por Freud respecto de la etiología de las Neurosis, al pasar del Trauma a «una evolución especial de la imaginación infantil».
Debería buscarse así la base sustentadora de toda neurosis infantil en la perturbación nacida de los padres, en especial de la madre, sobre el desarrollo natural del niño, reconociéndose en los contenidos anómalos de la fantasía no ya una responsabilidad en exclusiva nacida de la madre personal, sino también afirmaciones arquetípicas que la trascienden, apuntando inclusive hacia la mitología.
Dichas fantasías deberían someterse por tanto a un examen cuidadoso.
Como fin último, debe dirigirse la atención hacia una correspondiente disolución de toda proyección, a efectos de permitir el retorno de los contenidos a su origen; al fin y al cabo, todo arquetipo conforma ese «tesoro en el campo de oscuras representaciones» del que hablaba Kant.

## El complejo materno
En la esfera de lo inconsciente colectivo, el arquetipo materno representa la base del complejo correspondiente a nivel de lo inconsciente personal.
En toda neurosis se presentaría por tanto una constelación arquetípica que posibilitaría una fisura en la psique infantil, y por ende, una escisión en la vinculación materna.

### El complejo materno del hijo
En el hijo, y a diferencia de la hija, se presentarían como efectos típicos la homosexualidad y el donjuanismo.

En la homosexualidad el elemento heterosexual queda adherido de manera inconsciente a la madre, en el donjuanismo se busca inconscientemente a la madre «en cada hembra».

Debido a la preexistencia, como punto de partida, de una desigualdad de sexos entre el hijo y la madre, el complejo materno nunca es puro en este.
Y es que junto al «arquetipo materno» resulta ser de vital importancia el arquetipo del ánima, o de la pareja sexual.
Así se asistiría a una inicial interposición de factores de atracción o repulsión erótica a los ya consabidos procesos de identificación o resistencia.
Mientras que en el hijo el complejo materno «lesiona el instinto masculino mediante una sexualización no natural», en la hija, tratándose de un caso puro por identidad de sexos, genera dos posibilidades:
1. Intensificación de los instintos femeninos, manteniéndose inconsciente su propia personalidad.
2. Debilitación y extinción de los mismos por proyección en la madre.

Finalmente, a las vicisitudes propias de la psicopatología deben añadirse los efectos positivos que todo complejo comprende.

### El complejo materno de la hija

#### La hipertrofia de lo maternal
El sobredimensionamiento de lo femenino genera un aumento proporcional de los instintos femeninos, sobre todo del maternal. La faceta negativa del mismo viene representado por «la mujer cuyo único objetivo es parir». El hombre es percibido como instrumento de procreación, pasando a tener consecuentemente un carácter secundario. De igual modo a la propia personalidad, la cual es sacrificada en virtud de los demás.
Mientras el eros se manifiesta conscientemente como relación maternal, permanece inconsciente en su faceta de relación personal.
Dado que «en ausencia de amor, prevalece la voluntad de poder», la inconsciencia de la expresión personal de eros derivará en falta de autosacrificio, más allá de lo maternal,

antes bien, con una en ocasiones despiadada voluntad de poder, hace prevalecer su instinto maternal hasta destruir la personalidad y la vida personal de los hijos.

La inconsciencia de la propia personalidad resulta directamente proporcional a la inconsciencia de la voluntad de poder.
El intelecto no es desarrollado per se; continúa siendo en cambio

primigenio y natural, sin objeto y sin escrúpulos, pero también verdadero y a veces incluso profundo como la naturaleza.

#### La hipertrofia del eros
Como alternativa a la «hipertrofia de lo materno», el complejo también puede generar su extinción y correspondiente sustitución por una hipertrofia del eros, estableciéndose con elevada probabilidad una inconsciente relación incestuosa con el padre a iniciativa de la hija. Lo opuesto a dicho posicionamiento, es decir, el incesto con la hija a iniciativa del padre, partiría de la proyección del arquetipo del ánima tomando como punto de referencia la psique de este último.
Los efectos de un eros exacerbado conllevan una elevada idealización de la personalidad del otro, así como la presencia de celos hacia la madre, en íntima unión al afán de superarla.
El predominio de esta tipología incluye una elevada inconsciencia. La ceguera del significado conductual en estas mujeres conlleva un gran perjuicio tanto en quien es desplegado el eros como en ellas mismas, a diferencia, por ejemplo, del complejo paterno femenino, donde el padre es protegido y cuidado maternalmente.
Finalmente, en aquellos hombres de un eros poco activo, ceñidos a un logos unidireccional, la presente tipología femenina les hace más proclives a proyectar su ánima.

#### La identificación con la madre
Ante la inexistencia del énfasis en lo instintivo, ya sea de carácter erótico o maternal, nos situaríamos ante una «identificación con la madre», en detrimento de la personalidad propia, que quedaría por lo tanto proyectada sobre la misma.
Sin embargo, y a pesar de la concesión hecha a una existencia en la sombra, la presencia de una vacuidad predominante será proclive a suscitar complementación por mediación de toda proyección masculina tendente a imaginar el todo en la nada.

Porque una ambigüedad tan grande en la mujer es el anhelado contraste con una firmeza masculina clara y sin rodeos, que solo puede darse en el hombre con éxito relativamente satisfactorio si consigue deshacerse de todo lo dudoso, ambiguo, impreciso, obscuro, mediante su proyección sobre un ser femenino tan encantador y candoroso.

#### La defensa contra la madre
Como último posicionamiento hallaríamos un tipo intermedio a los tres tipos extremos ya presentados: «la defensa contra la madre» sería un complejo materno negativo cuyo lema es «Lo que sea, pero nunca como mi madre».
Prima el saber lo que no se quiere a costa de la duda sobre su propio destino. No acontece una identificación correspondiente y el área instintiva (eros y maternidad) se concentra en la madre, esta vez de modo defensivo.
Todo ello deriva en una incapacidad en labrarse la propia vida, así como en una limitación a todo proceso instintivo.
Y es que el leitmotiv vital queda simplificado en una constante defensa contra la madre.
Sería dicho rechazo el que conlleve a veces «un desarrollo espontáneo de la capacidad intelectiva», de un modo paralelo a «cierto aflorar de rasgos típicamente masculinos».